# A Republikanska futbolna grupa 1986-1987
L'edizione 1986-87 della A PFG vide la vittoria finale del CFKA Sredec Sofia, che conquista il suo ventiquattresimo titolo.
Capocannoniere del torneo fu Nasko Sirakov del Vitoša Sofia con 36 reti.
In questo campionato il pareggio per 0-0 non dava punti, equivalendo di fatto ad una sconfitta per entrambe le squadre.

## Classifica finale
|    | Classifica             | G  | V  | N | 0-0 | P  | GF | GS | Dif | Pt |
| -- | ---------------------- | -- | -- | - | --- | -- | -- | -- | --- | -- |
| 1  | CFKA Sredec Sofia (CB) | 30 | 21 | 5 | 0   | 4  | 73 | 30 | +43 | 47 |
| 2  | Vitoša Sofia           | 30 | 19 | 6 | 0   | 5  | 75 | 35 | +40 | 44 |
| 3  | Trakija Plovdiv        | 30 | 16 | 7 | 0   | 7  | 57 | 30 | +27 | 39 |
| 4  | Lokomotiv Sofia        | 30 | 14 | 7 | 1   | 8  | 67 | 45 | +22 | 35 |
| 5  | Slavia Sofia           | 30 | 15 | 5 | 0   | 10 | 59 | 46 | +13 | 35 |
| 6  | Lokomotiv Plovdiv      | 30 | 11 | 8 | 1   | 10 | 58 | 44 | +14 | 30 |
| 7  | FK Etăr                | 30 | 12 | 6 | 0   | 12 | 40 | 42 | -2  | 30 |
| 8  | Botev Vraca            | 30 | 11 | 6 | 0   | 13 | 42 | 56 | -14 | 28 |
| 9  | Sliven                 | 30 | 11 | 5 | 0   | 14 | 52 | 52 | 0   | 27 |
| 10 | Spartak Varna          | 30 | 10 | 5 | 0   | 15 | 44 | 62 | -18 | 25 |
| 11 | Pirin Blagoevgrad      | 30 | 8  | 8 | 2   | 12 | 35 | 47 | -12 | 24 |
| 12 | Černomorec Burgas (N)  | 30 | 10 | 4 | 0   | 16 | 48 | 76 | -28 | 24 |
| 13 | Beroe Stara Zagora (C) | 30 | 8  | 5 | 0   | 17 | 44 | 54 | -10 | 21 |
| 14 | Spartak Pleven         | 30 | 7  | 7 | 2   | 14 | 31 | 50 | -19 | 21 |
| 15 | Akademik Svištov       | 30 | 7  | 7 | 1   | 15 | 29 | 51 | -22 | 21 |
| 16 | Dimitrovgrad (N)       | 30 | 8  | 5 | 1   | 16 | 32 | 66 | -34 | 21 |

- (C) Campione nella stagione precedente
- (N) squadra neopromossa
- (CB) vince la Coppa di Bulgaria

### Verdetti
- CFKA Sredec Sofia Campione di Bulgaria 1986-87.
- Akademik Svištov e Dimitrovgrad retrocesse in B PFG.

### Qualificazioni alle Coppe europee
- Coppa dei Campioni 1987-1988: CFKA Sredec Sofia qualificato.
- Coppa UEFA 1987-1988: Trakija Plovdiv e Lokomotiv Sofia qualificate.